# 스테이시 해리스
스테이시 해리스(Stacy Harris, 1918년 7월 26일 ~ 1973년 3월 13일)는 미국의 배우, 텔레비전 배우, 성우이다.

## 방송
- 특명수사관 오하라

## 영화
- 와이어트 어프 - 툼스톤으로 돌아오다 (1994년)
- 특명수사관 오하라 (1971년)
- 기관총 엄마 (1970년)
- 제12순찰대 (1968년)
- 사건비화 (1967년)
- 전쟁 영웅의 공포 (1967년)
- 브레인스톰 (1965년)
- 매드 매드 대소동 (1963년)
- 굿 데이 포 어 행잉 (1959년)
- 보난자 (1959년)
- 선셋 77번가 (1958년)
- 서부의 파라딘 (1957년)
- 페리 메이슨 (1957년)
- 애정이 꽃피는 나무 (1957년)
- 산 (1956년)
- 와이어트 어프의 삶과 전설 (1955년)
- 용감한 린티 (1954년)